# Костел Воздвиження Чесного Хреста (Новий Милятин)
Костел Воздвиження Чесного Хреста — храм у с. Новому Милятині Золочівського району Львівської області, Україна. Був місцем паломництва до чудотворної ікони Ісуса Милятинського. Хворі на невиліковні хвороби вірили, що можна одужати, обійшовши на колінах чи повзком костел і вклонившись чудотворній іконі. Внесений до Реєстру пам'яток України національного значення з охоронним № 457/0 (ID 46-206-0012).

## Історія

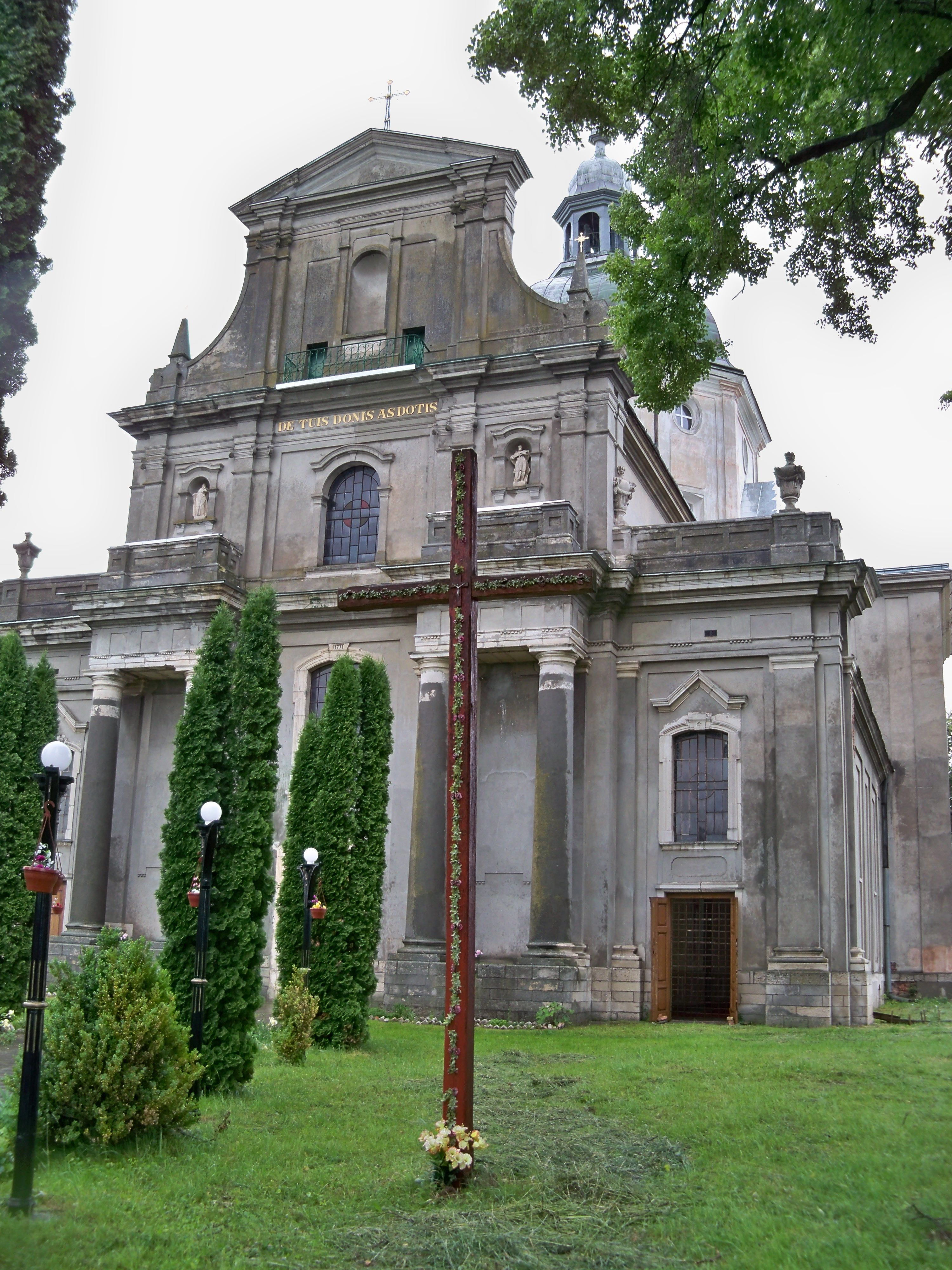

Новий Милятин отримав 1578 року міське право. 1738 року Тереза з Каршницьких, дружина мечника підляського Францішка Галецького, заклала за 33000 злотих у Новому Милятині осередок-кіновію Святого Хреста оо. камальдулів, але через недотримання норм чернечого життя 1 лютого 1745 року осередок закрили.
1745 року Тереза з Каршницьких, яка після смерті першого чоловіка. стала дружиною львівського каштеляна Єжи Антонія Лончинського, запросила до Милятина зі Львова ченців кармелітів босих, оселивши їх на місці камальдулів. Кармеліти збудували при монастирі костел Святого Хреста та Святого Миколая, що вміщав 200 осіб, мав 3 вівтарі. Чудотворний образ містився у каплиці святого Миколая. Скоро кармеліти заклали млин, бровар, заїзд для пілігримів, господарські будівлі. 14 серпня 1747 року до костелу передали образ Ісуса Розіп'ятого, який спеціальна комісія львівського архієпископа Миколая Вижицького 10 липня 1747 року визнала чудотворним і що підтвердила комісія 15 січня 1755 року. 1755 року Тереза Лончинська з Каршницьких записала кармелітам босим фундуш в 33000 золотих. Становлення костелу збіглося в часі із занепадом Милятина, який втратив статус міста.
Оскільки згідно секуляризаційної реформи 1782 Йозефа II монастир підлягав закриттю, то кармеліти босі подарували все нерухоме майно місцевій парафії. Після закриття монастиря утворили місцеву капеланію 4 жовтня 1788.
22 червня 1828 року архієпископ Анджей Анквіч освятив костел. Ще 1835 року проводилися роботи по завершенні оздоблення костелу, а вже 1839 року провели перший ремонт. Капеланією з 14 вересня 1840 року володіли єзуїти, яким дозволили відновити діяльність в Австрійській імперії, але вже 14 липня 1848 їхній осередок закрили. Колишню капеланію 28 березня 1857 році реорганізували у парафію, до якої належало 9 селищ. У міжвоєнний період парафія належала до Глинянського деканату. У 1867 році купол покрили дахівкою, міддю сигнатурку, а після пошкодження вежі блискавкою 1894 дах покрили бляхою.
За сприянням архієпископа Юзефа Більчевського костел з прилеглими будівлями передали 1 липня 1906 року місіонерам з Краківської провінції, які зайнялися ремонтом храму. До 1909 року дерев'яну підлогу замінили плиткою, було відреставровано 7 вівтарів, орган, захристя. У міжвоєнний період була встановлено нові дзвони, перемуровано північне склепіння трансепту. Під час другої світової війни храм отримав незначні пошкодження. Поляків 1943 року німці почали виселяти до Генерал-губернаторства.
Місіонери 1944 року виїхали до Польщі, після чого костел закрили. Згодом у ньому відкрили книжковий магазин. У 1990 році храм передали вірним УАПЦ і він був відкритий під посвятою Піднесення Святого Хреста. При відновленні 1990–1994 років значну частину розписів забілили, крім розпису куполу, частково апсиди. Було розібрано бічні вівтарі та встановлено низький іконостас.

### Чудотворна ікона

Ісус Розіп'ятий Милятинський

За легендою ікону Розіп'ятого Ісуса привіз з Риму близько 1700 року колишній провінціал домініканців Руської провінції о. Юзеф Моцарський. Він подарував образ своїй родичці Йоанні (Яніні?) Кшечовській з нагоди її заручин з полковником коронного війська Поплавським. Образ успадкувала їхня донька Людвіка, одружена з сєрадзьким мечником Вацлавом Кухарським. З 1734 образ перейшов до їхньої доньки Магдалени, одруженої з чесником летичівським Антонієм Собещанським. У своєму маєтку в селі Новий Став вони помістили образ до своєї приватної каплиці. Після одужання 1745 року їхнього старшого сина Яна Непомуцена образ перенесли урочистою ходою до Нового Милятина, де комісії Львівської архидієцезії визнали його чудотворним.
Образ знаходився у вівтарі святого Миколая. На час першої світової війни при російській окупації 1914/1915 чудотворний образ переховували у львівському костелі святого Вінсента, потім у катедрі. 1943 року образ закопали у господарстві Вардинських, 1945 року вивезли до Кракова, де переховували у каплиці костелу святого Вінсента де Поля (пол. Kościół św. Wincentego à Paulo) і де 1976 року помістили до вівтаря.

## Костел

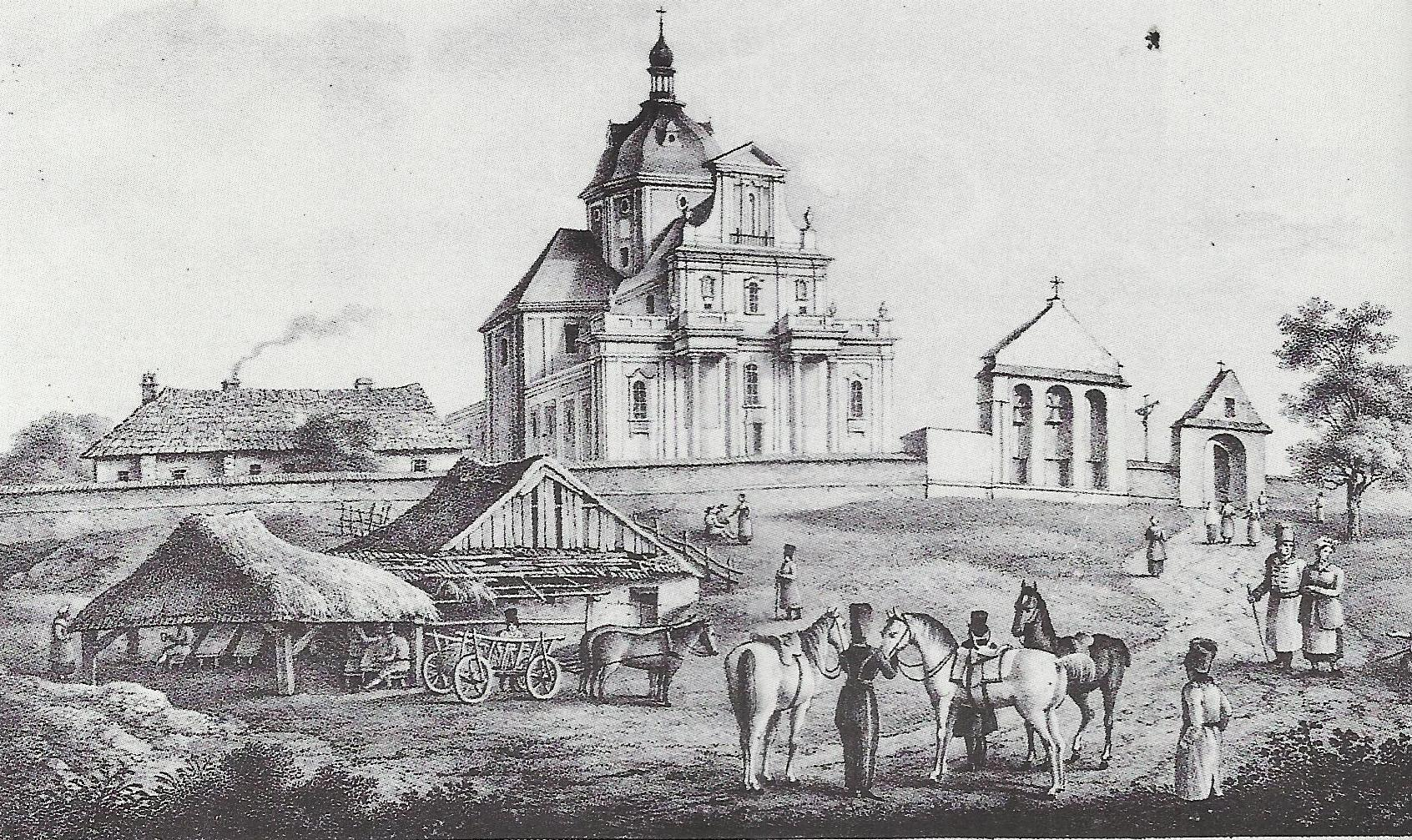
Костел на панорамі Нового Милятина (літографія П. Піллера, за малюнком художника Антона Ланге, 1840 рік)

Через значну кількість паломників до чудотворного образу виникла необхідність розбудови костелу, на що 1771 року записав 50000 ринських кшивецький (кривецький) староста Францішек Ґлоґовський. Будівництвом костелу зайнявся львівський архітектор Франциск Ксаверій Кульчицький. Через певні певні прорахунки в конструкції храму його будівництво затягнулось. У 1778 році Кульчицький усунувся від будівництва, затримавши у себе проект фасаду. 12 березня йому надіслали листа з вимогою повернути креслення фасаду, після чого 17 серпня 1778 пріор о. Томаш Лосєвський звернувся до суду Львова з позовом проти Кульчицького. До позову долучили акт огляду костелу новими будівничими — львівського архітектора Петра Міллера, майстра Павла Шиндровича, мулярів Валентина Гомальського, Карла Вільмана, Йосифа Сницера. Після закриття у Львові монастиря кармелітів взутих до костелу в Новому Милятині перевезли 1789 року вівтар Яна Непомуцького, амвон. Інші вівтарі, можливо, також походили з інших закритих костелів. Ще незавершену святиню освятили 5 серпня 1790 року. 12 червня 1791 року перенесли чудотворний образ зі старого костелу, який стояв перед новим і 1797 року був розібраний.
Костел Воздвиження Чесного Хреста збудовано на плані латинського хреста з однопрясловою квадратною апсидою, однопрясловими раменами трансепту, двопрясловою навою з нартексом. По сторонах нави за аркадою розміщено каплиці (бічні нави), а з обох сторін апсиди поверхові поверхові прибудови захристії і скарбниці. У фасадному мурі круглі сходи ведуть до музичного хору, горища.
Фасад костелу розчленований по горизонталі карнизами на три яруси, по вертикалі пілястрами на 5 прясел, число яких зменшується з кожним ярусом. Ледь виступаюча середня частина відповідає наві костелу і з обох сторін її нижнього ярусу пари тосканських колон підтримують частину антаблементу, що виступає, фланкуючи вхід. Трипряслова середня частина є найнижчою. Пілястрами декоровано бічні площини, посеред яких у нішах встановлено фігури святих. Верхній ярус завершено фронтоном. Восьмигранний барабан з невеликими вікнами з профільованим обрамленням декорований лізенами. Купол увінчано восьмибічним ліхтарем.
Інтер'єр на стінах, склепінні покрито 1883 розписами Табіановського завдяки фундації Кєлановського з Козови. Їх частково перемалювали на початку XX століття. Вівтарі святого Миколая, святого Яна Непомуцького 1740—1750 років походять з львівського костелу кармелітів. У ньому знаходився італійський образ XVI століття. Розп'ятого Ісуса з срібним окладом, вотивами. Вівтарі Матері Божої Вервечкової, Серця Ісуса з 3-ї чверті XVIII століття, вівтарі святої Родини, святої Трійці, святої Станіслава Костки з 4-ї чверті XVIII століття. У костелі розташовані надгробок Антоніни Раціборської роботи Гартмана Вітвера 1808.